# Ignacio López Tarso
Ignacio López Tarso   (Ciutat de Mèxic, 15 de gener de 1925 - Ciutat de Mèxic, 11 de març de 2023), conegut com a Ignacio López Tarso, fou un actor mexicà de teatre, cinema i televisió.

## Dades biogràfiques
Va néixer en la Ciutat de Mèxic, en una casa del carrer de Moctezuma, prop del santuari catòlic de la Villa de Guadalupe. Els seus pares van ser Alfonso López Bermúdez i Ignacia López Herrera.
Va ingressar en el Seminari Menor de Temascalcingo, Estat de Mèxic. També va estar en el Seminari Conciliar de Mèxic en Tlalpan, Ciutat de Mèxic. Va abandonar el seminari degut a la falta de vocació per a ser sacerdot.
Als vint anys va haver de complir amb el servei militar a Querétaro, encara que també va estar en els regiments de Veracruz i Monterrey. Va aconseguir obtenir el grau de Sergent Primer.
A la Ciutat de Mèxic va treballar com a agent de vendes d'una empresa fabricadora de roba, però continuava tenint problemes econòmics, per la qual cosa buscava una altra opció per a millorar la seva situació. Aquesta opció ho trobaria en uns amics que el van animar dient-li que si s'anava amb ells als Estats Units a treballar com bracers en la collita de raïm i taronja a Califòrnia. Amb els seus amics es van inscriure en el conveni Mèxic-Estats Units, el qual els va afavorir el treball a Califòrnia. Estant ja treballant en un taronger del comtat de Mercedes, Califòrnia i grimpat d'un alt taronger, rellisca i cau d'esquena damunt d'unes caixes, danyant-se seriosament la seva espina dorsal quedant gairebé paralitzat. Això va provocar el seu trist retorn a Mèxic per tren. A la Ciutat de Mèxic va haver de seguir un tractament i guardar repòs per a la seva recuperació, durant un any aproximadament.
Després de la seva recuperació, López Tarso va ingressar en 1949 a l'Acadèmia d'Art Dramàtic del Instituto Nacional de Bellas Artes (INBA), que en aquell temps era l'única escola de teatre al país.
López Tarso també ha fet política i va ser diputat federal. També ha ocupat càrrecs importants d'organitzacions com ara l'Associació Nacional d'Actors (ANDA), de l'Associació Nacional d'Intèrprets (ANDI) i del Sindicat de Treballadors de la Producció Cinematogràfica (STPC). És membre honorari del Seminari de Cultura Mexicana.
Es va casar amb Clara Aranda amb qui va tenir tres fills: Susana, Gabriela i el també actor Juan Ignacio Aranda.

## Carrera artística

### Origen del nom artístic
Xavier Villaurrutia va advertir a Ignacio López que amb el seu nom veritable no podia ser actor ni aconseguir l'èxit, així que li va recomanar que adoptés un altre nom més atractiu. El nou nom que adoptaria Ignacio López té a veure amb Sant Pau Apóstol. Quan Ignacio López caminava buscant la inspiració per a trobar aquest nou nom, va recordar l'après en el seminari, especialment sobre la vida d'aquest apòstol romà qui era originari de la ciutat de Tars i per això li deien Pablo de Tars o Saulo (el seu nom jueu) de Tars. A Ignacio li va agradar aquest nom i va decidir només substituir el seu segon cognom per "Tars". Va pensar que “Ignacio López Tarso” sonava bé, però no va adoptar el nom sense abans conèixer el vistiplau de Villaurrutia, a qui també li va agradar el nou nom. Ignacio López Tarso no sols ha usat aquest nom amb finalitats artístics, també l'ha utilitzat en assumptes legals.

### Doblatge
| Any       | Personatge          | Títol                                 | Actor original | Lloc  |
| --------- | ------------------- | ------------------------------------- | -------------- | ----- |
| 2018      | Vlad                | Hotel Transylvania 3: Summer Vacation | Mel Brooks     | Mèxic |
| 2015      | Vlad                | Hotel Transylvania 2                  | Mel Brooks     | Mèxic |
| 1951-1959 | Sargento Joe Friday | Dragnet                               | Jack Webb      | Mèxic |

### Teatre
La primera experiència d'Ignacio López com a actor de teatre la va viure quan estava en el seminari. Tot va començar quan un sacerdot qui venia dels Estats Units, estava organitzant un grup teatral a benefici del seminari. Ignacio es va integrar a aquest grup i així va ser com va començar a realitzar les seves primeres representacions teatrals.
Aquí mateix en el seminari, va llegir llibres interessants sobre teatre i va anar d'aquesta manera que per mitjà de la lectura va tenir el seu primer contacte amb el teatre clàssic, especialment sobre l'obra dels espanyols Lope de Vega i Calderón de la Barca. També en el seminari, (on va ser el lector oficial) Ignacio va aprendre a llegir oralment la poesia amb la dicció i mètrica correctes.
Això li serviria al futur a nivell professional, consolidant-ho com un dels millors lectors orals de Mèxic, cosa que demostraria en els seus recitals sobre corridos de la Revolució mexicana al costat del mestre Roberto Rojas Barrales, cèlebre guitarrista de Tenango del Valle.
Va veure per casualitat un anunci en un periòdic on s'informava l'inici de cursos en l'Institut Nacional de Belles Arts i en aquest anunci es va assabentar que un dels mestres era ni més ni menys i res més que el seu admirat Xavier Villaurrutia, immediatament va acudir al Palacio de Bellas Artes per a conèixer-lo i demanar-li un autògraf en un dels seus llibres. El mestre Villaurrutia en adonar-se de l'interès d'Ignacio, el va convidar a les seves sessions de classe. Al principi va estar com a oïdor, però poc temps després, Ignacio es va integrar formalment al grup i a participar més activament en els exercicis que el seu mestre aplicava.
Per mitjà de Villaurrutia, Ignacio va poder conèixer a un altre mestre destacat anomenat Xavier Rojas, fundador del grup Teatre Estudiantil Autònom (TEA) i Ignacio es va integrar a aquest grup. El TEA feia presentacions a l'aire lliure als carrers, places, parcs, mercats i diversos punts de la capital mexicana. D'aquesta manera, Ignacio López va tenir les seves primeres experiències histriòniques amb un contacte més pròxim amb el públic.
El seu debut teatral com a estudiant de Belles arts va ser en l'obra El somni d'una nit d'estiu de William Shakespeare. El seu debut professional va ser en 1951 amb l'obra Nacida ayer de Garson Kanin.
López Tarso ha actuat a altres obres de Shakespeare com Macbeth, Otelo, El rey Lear. També ha actuat a: El sueño de una noche de verano (1948) de William Shakespeare, Crimen y castigo (1949) de Dostoyevski, Cándida (1952) de George Bernard Shaw, Las mocedades del Cid (1953) de Guillén de Castro, La Celestina (1953) de Fernando de Rojas, Don Juan Tenorio (1953) de José Zorrilla, Hidalgo (1953) de Federico S. Inclán, Reinar después de morir (1954) de Luis Vélez de Guevara, Moctezuma II (1954) de Sergio Magaña, El amor de los cuatro coroneles (1955) de Peter Ustinov, Las brujas de Salem (1955) de Arthur Miller, Otelo (1960) de William Shakespeare, Un tigre a las puertas (1960) de Jean Giraudoux, El mágico prodigioso (1960) de Calderón de la Barca, Edipo rey (1961) de Sófocles, Un hombre contra el tiempo (1963) de Robert Bolt, Juan Pérez Jolote (1964), El inspector (1965) de Gogol, Los hombres del cielo (1965) de Ignacio Retes, Puñalada por la espalda (1966/67) de Clifford Odets, La reina y los rebeldes (1967) de Ugo Betti, El rey se muere (1968) de Eugène Ionesco, Adriano VII (1970) de Peter Luke, El avaro (1978) de Molière, El rey Lear (1981) de Shakespeare, La Celestina de Fernando de Rojas, Hipólito de Eurípides, Edipo Rey y Edipo en Colono de Sófocles, Cyrano de Bergerac de Edmond Rostand, El avaro de Molière, Tirano Banderas (1993) de Ramón María del Valle-Inclán, El villano en su rincón de Lope de Vega, El alcalde de Zalamea de Calderón de la Barca, Las brujas de Salem i Prueba de fuego d'Arthur Miller, entre altres obres. En 1996 va debutaren musical amb la versió mexicana de Hello, Dolly!, al costat de Silvia Pinal.
Aunque ha intervenido en muchas obras, ha tenido preferencia por interpretar obras de tipo cultural tales como los clásicos griegos o españoles, de la época de Shakespeare, Cervantes, etcétera, ya que según él, el teatro no sólo debe entretener al público, sino que debe hacer pensar al espectador y dejarle una enseñanza provechosa.

### Cinema
El seu debut va ser el 1954 amb la pel·lícula La desconocida dirigida por Chano Urueta.
El film que va consolidar López Tarso en la pantalla gran i li va donar moltes satisfaccions, va ser la multipremiada cinta: Macario, filmada en 1959 amb la direcció de Roberto Gavaldón, argument de B. Traven (basat en un conte dels germans Grimm), guió de Emilio Carballido i del mateix Roberto Gavaldón.
El film Rosa Blanca va ser una altra cinta que també va guardonar a López Tarso. Aquesta pel·lícula rodada en 1961, curiosament va ser censurada en aquell temps per interessos econòmics i va haver de sofrir una llarga espera fins a 1972, any en el qual finalment va ser estrenada. El film va ser dirigit per Roberto Gavaldón.
Altres pel·lícules destacades de López Tarso, són: Cri Cri, el grillito cantor (1963) amb direcció de Tito Davison, El hombre de papel (1963) dirigida per Ismael Rodríguez, El gallo de oro (1964) sota la direcció de Roberto Gavaldón, Tarahumara (Cada vez más lejos) (1964) dirigida per Luis Alcoriza, La vida inútil de Pito Pérez (1969) també de Roberto Gavaldón, El profeta Mimí (1972) amb el director José Estrada, Rapiña (1973) dirigida per Carlos Enrique Taboada, Los albañiles (1976) dirigida per Jorge Fons, entre altres produccions.
Ignacio López Tarso va formar part de l'Època d'Or del cinema mexicà. Al llarg de la seva carrera cinematogràfica, ha compartit crèdits amb actors de la talla de Dolores del Río, Marga López, Carlos López Moctezuma, Elsa Aguirre, Luis Aguilar, Katy Jurado, Pedro Armendáriz, María Félix, Emilio "El Indio" Fernández, entre d'altres.
Ignacio López Tarso va participar al mig centenar de pel·lícules i també ha intervingut en documentals i un curtmetratge.

### Televisió
La seva primera participació en una teleserie va ser la titulada Cuatro en la trampa (1961). Entre les seves participacions destacades en teleseries hi ha: El derecho de nacer (1981), Senda de gloria (1987) la trama de la qual era sobre la Revolució Mexicana. Ignacio López Tarso ha participat en més de vint teleseries i ha col·laborat en programes especials com La malquerida (2014).

### Discos
Ignacio López Tarso va gravar vuit discos on declama versos i corridos, en la seva majoria sobre la Revolució mexicana, com ara Yo soy el corrido, de Pepe Guízar; Muerte de Emiliano Zapata, de Armando List Arzubide; Caballo prieto azabache, de Pepe Albarrán, i Doña Elena y el francés, de David González, entre d'altres. En aquestes interpretacions, es fa acompanyar de Roberto Rojas, qui va interpretar millor que ningú aquest estil de música folklòrica mexicana. Els seus discos van adquirir tal èxit que ja són un clàssic dins dels enregistraments sobre folklore mexicà. En aquests recitals, més que simplement declamar, López Tarso narra les històries a l'estil de teatre en faristol, és a dir, desenvolupa el diàleg dels personatges de la història, com si fos un d'ells, expressant els seus diferents estats d'ànim, d'acord amb les circumstàncies de la història, amb singular mestratge. Això ho ha consolidat com un dels millors lectors orals de Mèxic.

## Filmografia
- Buenos días Ignacio (Curtmetratge, Mazatlán, Sinaloa) (2019)
- Mas sabe el diablo por viejo (2018)
- Santo Luzbel (1996)
- Reclusorio, episodi: "Quiero quedarme en la cárcel" (1995)
- Codicia Mortal (1994)
- Tirano Banderas (1993)
- Muelle rojo (1987)
- Astucia (1985)
- El otro (1984)
- Under the volcano (Producció Mèxic-Estats Units, 1984)
- Toña Machetes (1983)
- Antonieta (1982)
- The Children of Sánchez (PProducció Mèxic-Estats Units, 1977)
- Los amantes fríos, episodi: El soplador de vidrio (1977)
- Los albañiles (1976)
- La Casta Divina (1976)
- Renuncia por motivos de salud (1975)
- Rapiña (1973)
- En busca de un muro (1973)
- El profeta Mimí (1972)
- Cayó de la gloria el diablo (1971)
- La generala (1970)
- La vida inútil de Pito Pérez (1970)
- La trinchera (1968)
- La puerta y la mujer del carnicero, episodi: La mujer del carnicero (1968)
- Largo viaje hacia la muerte (L.S.D.) (1967)
- Las visitaciones del diablo (1967)
- Pedro Páramo (1966)
- Tarahumara (Cada vez más lejos) (1964)
- El gallo de oro (1964)
- Un hombre en la trampa (1963)
- El hombre de papel (1963)
- Cri Crí, el grillito cantor (1963)
- La bandida (1962)
- Furia en el edén (1962)
- Días de otoño (1962)
- Corazón de niño (1962)
- Rosa Blanca (1961)
- Los hermanos del hierro (Los llaneros) (1961)
- Y Dios la llamó tierra (1960)
- La sombra del caudillo (1960)
- Juana Gallo (1960)
- Sonatas (1959)
- Macario (1959)
- Ellas también son rebeldes (1959)
- El hambre nuestra de cada día (1959)
- Nazarín (1958)
- La estrella vacía (1958)
- La cucaracha (1958)
- Vainilla, bronce y morir (1956)
- Feliz año, amor mío (1955)
- Chilam Balam (1955)
- La desconocida (1954)

## Telenovel·les
- Médicos, línea de vida (2019-2020) .... Héctor
- Amores con trampa (2015) .... Don Porfirio Carmona
- La malquerida (2014) .... Juan Carlos Maldonado
- Corazón indomable (2013) .... Don Ramiro Olivares
- La que no podía amar (2011-2012) .... Fermín Peña
- La fuerza del destino (2011) .... Don Severiano
- Mar de amor (2009-2010) .... El Mojarras
- Mañana es para siempre (2008-2009) .... Isaac Newton Barrera
- Amor sin maquillaje (2007)
- Peregrina (2005-2006) .... Don Baltazar "Tontón"
- La esposa virgen (2005) .... General Francisco Ortiz
- De pocas, pocas pulgas (2003) .... Don Julián Montes
- ¡Vivan los niños! (2002-2003) .... Don Ignacio Robles
- Navidad sin fin (2001-2002) .... Rodito
- Atrévete a olvidarme (2001) .... Gonzalo Rivas
- La casa en la playa (2000).... Don Ángel Villarreal Cueto
- Ángela (1998-1999) .... Don Feliciano Villanueva
- Camila (1998-1999) .... Don Genaro
- Esmeralda (1997) .... Melesio
- Bajo un mismo rostro (1995)
- Imperio de cristal (1994-1995) .... Don César Lombardo
- Ángeles blancos (1990-1991) .... Perfecto Díaz de León
- Senda de gloria (1987) .... General Eduardo Álvarez
- El gran mundo del teatro (1985)
- El periquillo sarmiento (1981)
- El derecho de nacer (1981-1982) .... Don Rafael del Junco
- El combate (1980-1981) .... Marcial Toledano Rivera
- Amor prohibido (1979) .... Arturo Galván
- El honorable señor Valdez (1973-1974) .... Humberto Valdez
- El edificio de enfrente (1972-1973) .... Arturo
- El carruaje (1972) .... Padre Esparza
- Rosas para Verónica (per Panamericana TV de Perú 1971) .... Ramiro
- La constitución (1970)
- La tormenta (1967) .... Gabriel Paredes
- Amor y orgullo (1966) .... Héctor
- Cuatro en la trampa (1961)

## Sèries
- Como dice el dicho (2016) .... Carlos[4]
- El encanto del águila (2011) .... Porfirio Díaz
- El Pantera (2007-2009) .... General Porfirio Ayala

## Actuacions teatrals
- La Celestina (1953), de Fernando de Rojas.
- Las mocedades del Cid (1953), de Guillén de Castro.
- Don Juan Tenorio (1953), de José Zorrilla.
- La discreta enamorada (1954), de Lope de Vega.
- Reinar después de morir (1954), de Luis Vélez de Guevara.
- Coplas por la muerte de su padre (1954), de Jorge Manrique.
- Don Juan Tenorio (1954), de José Zorrilla.
- La hidalga del valle (1954), de Pedro Calderón de la Barca.
- La manzana (1955), de León Felipe.
- Tovarich (1955), de Jacques Deval.
- Tres en jaque (1955), de L. Du Garde-Peach.
- Bus stop (1956), de William Inge.
- Las brujas de Salem (1956), de Arthur Miller.
- Cyrano de Bergerac (1962), de Edmond Rostand.
- El inspector (1965), de Gogol.
- Los hombres del cielo (1965), de Ignacio Retes.
- La reina y los insurrectos (1967), de Ugo Betti.
- El precio (1969), de Arthur Miller.
- Hogar (1971), de David Storey.
- Juego de niños (1972), de Robert Marasco.
- El gran inquisidor (1973), de Hugo Argüelles.
- Tirano Banderas (1974), de Valle-Inclán.
- Hipólito (1974), de Eurípides.
- El desperfecto (1989), de Friedrich Dürrenmatt.
- Hello, Dolly! (1996), de Jerry Herman i Michael Stewart.
- Edipo en Colono (2000), de Sófocles.
- Doce hombres en pugna (2009), de Reginald Rose.
- El cartero (Il postino) (2013), de Salvador Garcini.
- Aeroplanos (2014-2015).
- Un Picasso (2016)
- El Padre (2017 -)
- Leonardo y la máquina de volar (2020), d'Humberto Robles

## Premis i nominacions

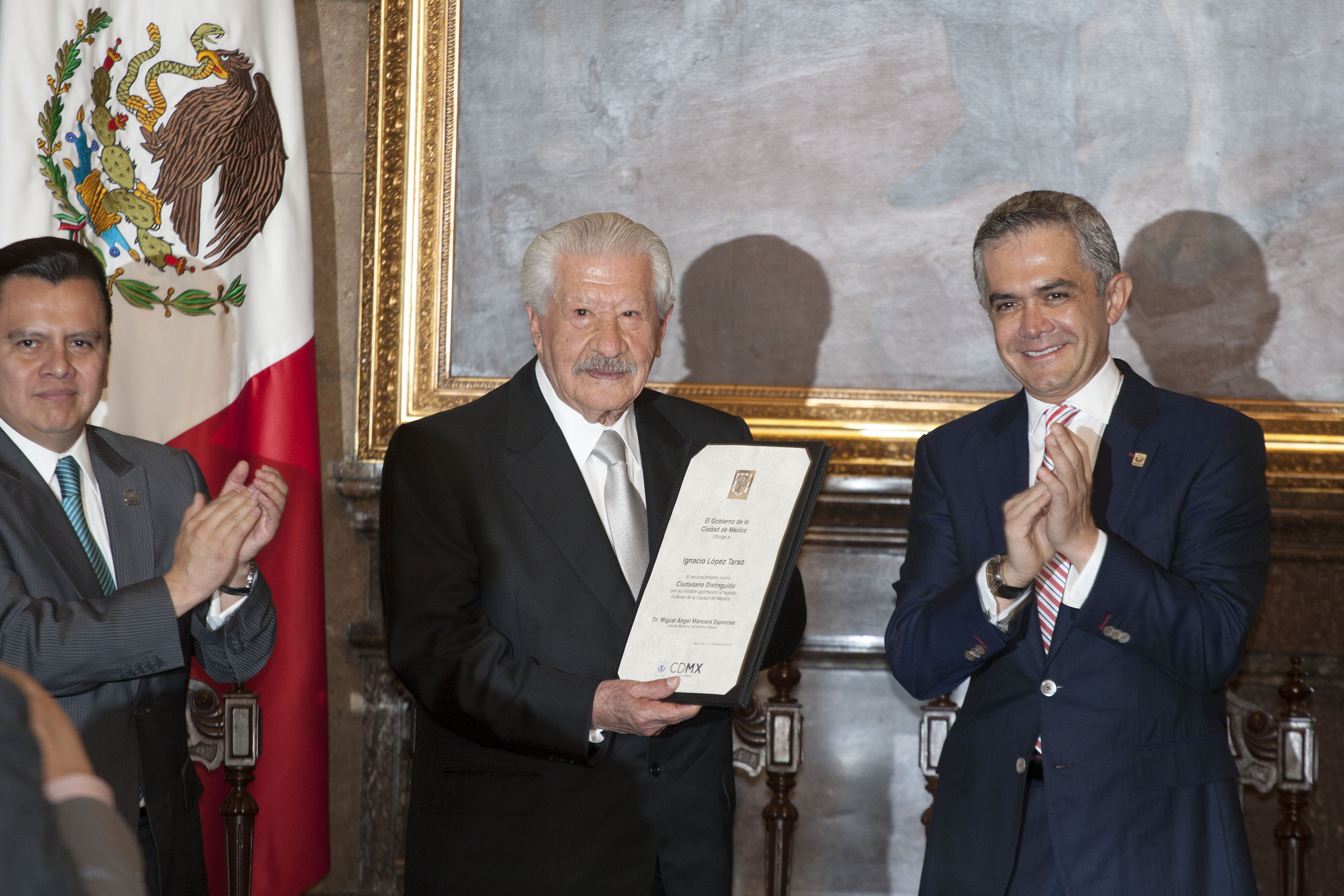
Homenatge realitzat pel Govern de la Ciutat de Mèxic en 2015.

Els diversos premis i reconeixements que Ignacio López Tarso ha obtingut al llarg de la seva carrera, els va obtenir tant a Mèxic com a nivell internacional. Alguns d'ells han estat:
- Premi Elías Sourasky en Arts.
- Presea Ángel de la Esperanza (Trajectòria d'Excel·lència) (12 de novembre del 2013), por la Fundación Cultura Sin Fronteras México) (Festival Internacional Cultura Sin Fronteras 2013, Centro Cultural Tijuana;
- Premi La Sociedad de Herencia Hispana (Hispanic Heritage Society Award) (2006, Estats Units)
- Medalla d'Or Commemorativa Belles arts (Institut Nacional de Belles arts, 2006, Mèxic)
- Gran Ordre d'Honor Nacional al Mèrit Autoral (2005, Mèxic)
- Premi Associació de Cronistes d'Espectacles de Nova York (Association of Latin Entertainment Critics Award) (2001, els Estats Units)
- Golden Gate Award (Festival Internacional de Cinema de San Francisco, 1963, els Estats Units) al Millor Actor, pel film L'home de paper.
- Golden Gate Award (Festival Internacional de Cinema de San Francisco, 1960, els Estats Units) al Millor Actor, pel film Macario.

### Premis Ariel
| Any  | Categoria       | Pel·lícula          | Resultat  |
| ---- | --------------- | ------------------- | --------- |
| 2007 | Ariel d'Or      | Trajectòria fílmica | Guanyador |
| 1975 | Millor actuació | Rapiña              | Nominat   |
| 1974 | Millor actuació | El profeta Mimí     | Nominat   |
| 1973 | Millor actuació | Rosa Blanca         | Guanyador |

### Premis TVyNovelas
| Any  | Categoria           | Telenovel·la           | Resultat  |
| ---- | ------------------- | ---------------------- | --------- |
| 2016 | Millor primer actor | Amores con trampa      | Nominat   |
| 2014 | Millor primer actor | Corazón indomable      | Nominat   |
| 2003 | Millor primer actor | De pocas, pocas pulgas | Guanyador |
| 2001 | Millor primer actor | La casa en la playa    | Nominat   |
| 1995 | Millor primer actor | Imperio de cristal     | Guanyador |
| 1991 | Millor primer actor | Ángeles blancos        | Nominat   |
| 1988 | Millor primer actor | Senda de gloria        | Nominat   |
| 1983 | Millor villano      | El derecho de nacer    | Nominat   |

- Reconeixement Tota una vida en l'escenari (2011)

### Premis de l'Asociación de Cronistas y Periodistas Teatrales (ACPT)
| Any  | Categoria              | Obra de Teatre | Resultat  |
| ---- | ---------------------- | -------------- | --------- |
| 2012 | Millor actor de teatre | El cartero     | Guanyador |

### Premis Bravo
| Any  | Categoria           | Telenovel·la  | Resultat  |
| ---- | ------------------- | ------------- | --------- |
| 2015 | Millor primer actor | La malquerida | Guanyador |